# Niżnia Jurgowska Szczerbina
Niżnia Jurgowska Szczerbina (słow. Nižná Jurgovská štrbina) – ostro wcięta przełączka znajdująca się w północnej grani Zadniego Gerlacha w słowackiej części Tatr Wysokich. Leży ona w głównej grani Tatr Wysokich i oddziela Jurgowskie Czuby od wierzchołka Lawinowego Szczytu. Na siodło Niżniej Jurgowskiej Szczerbiny nie prowadzą żadne znakowane szlaki turystyczne, jest ona dostępna jedynie dla taterników.

## Historia
Pierwsze wejścia turystyczne:
- Janusz Chmielowski, Klemens Bachleda i Stanisław Stopka, 26 lipca 1904 r. – letnie,
- Pavel Krupinský i Matthias Nitsch, 22 marca 1936 r. – zimowe.

## Bibliografia

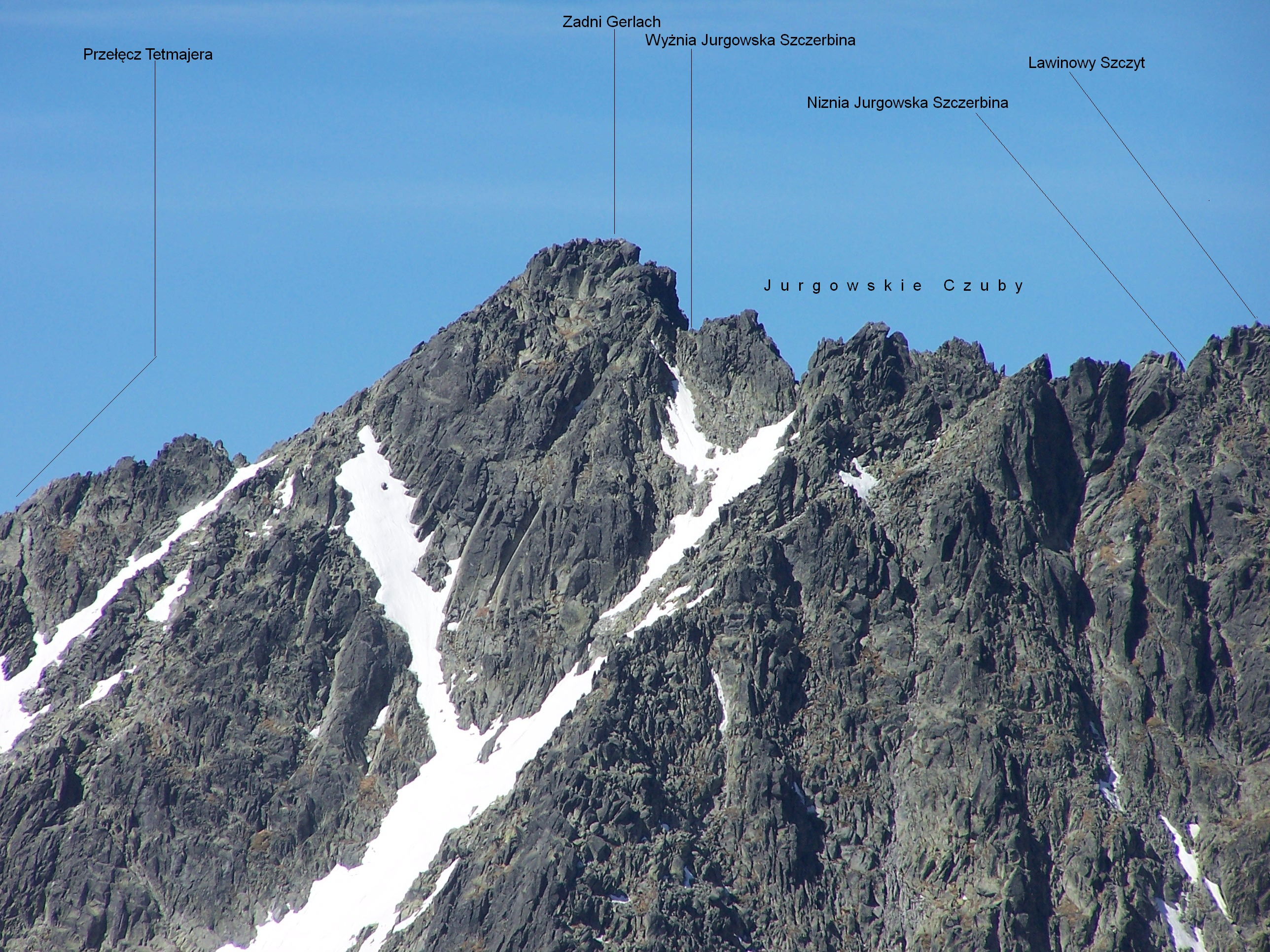
Widok ze Staroleśnego Szczytu